# ارتش شاهنشاهی ایران
ارتش شاهنشاهی ایران، پیکره اصلی نیروهای مسلح ایران پهلوی بود. وظیفهٔ اصلی ارتش، حفظ تمامیت ارضی و دفاع از ایران در برابر تهاجم نظامی بیگانگان بود. ارتش شاهنشاهی توسط رضاشاه بنیان‌گذاری شده بود زیرا ایران در دوران قاجاریه، از وجود نعمت ارتشی یکپارچه، آموزش دیده و متمرکز محروم بود. در پی اعلام بی‌طرفی ارتش در روز ۲۲ بهمن ۱۳۵۷ پس از گذشت ۲۶ روز از خروج شاه از ایران، نهایتاً انقلاب ۱۳۵۷ به وقوع پیوست و دودمان پهلوی برکنار شد. پس از انقلاب، بسیاری از افسران عالی‌رتبه و کاردان ارتش شاهنشاهی اعدام شدند.
نوسازی و قدرتمند کردن ارتش از دوره سلطنت محمدرضاشاه تسریع شد. با دستور مستقیم شاه، نیروی هوایی شاهنشاهی با خرید جنگنده اف۱۴ و دیگر هواپیماهای جنگنده مدرن آمریکایی تجهیز گردید که در جنگ ایران و عراق کمک شایانی به ایران کرد. نیروی دریایی ارتش نیز با خرید ناوهای جنگی به قدرتی رسیده بود که کنترل خلیج فارس را به تنهایی به دست بگیرد. ارتش شاهنشاهی ایران تا سال ۱۳۵۷ به عنوان پنجمین نیروی نظامی قدرتمند جهان شمرده می‌شد،بزرگ‌ترین و قدرتمندترین نیروی هوایی غرب آسیا و سومین در جهان و قدرت نخست دریایی در خاورمیانه بود.

## جایگاه ارتش شاهنشاهی
ارتش شاهنشاهی در حکومت پهلوی از جایگاه ویژه‌ای برخوردار بود. رضاشاه و پسرش محمدرضاشاه با امید زیادی که به ارتش برای حفظ تمامیت ارضی ایران داشتند، بیشترین بودجهٔ کشور را صرف تجهیز ارتش می‌کردند. خرید سلاح‌های پیشرفته از کشورهای غربی به‌ویژه آمریکا، پُرشمار کردن نفرات ارتش و اختصاص دادن حقوق و مزایای عالی برای نظامیان بالادست از جمله اقدامات محمدرضا پهلوی در این زمینه بود. وی با درآمدهای نفتی، ارتش ۱۲۰ هزار نفری را در سال ۱۹۷۵ به ۴۱۰ هزار نفر و همچنین بودجهٔ ارتش را از ۶۰ میلیون دلار در سال ۱۹۵۴ به ۷٫۳ میلیارد دلار در سال ۱۹۷۷ رساند.

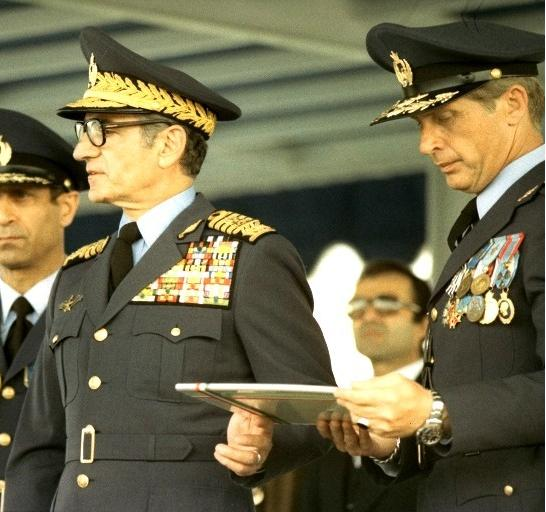
محمدرضا شاه پهلوی با پوشش رسمی بزرگ ارتشتاران در کنار سپهبد نادر جهانبانی و ارتشبد محمد خاتمی

محمدرضاشاه علاقهٔ بسیاری به مسائل نظامی داشت؛ او برخی از امور دولتی را نیز در یونیفورم نظامی انجام می‌داد و در مصاحبه‌ای با محققی خارجی خودش را «ارتش» نامید (اشاره‌ای است به جمله معروف لوئی چهاردهم پادشاه فرانسه: «دولت یعنی من!»). تجار اسلحه به شوخی می‌گفتند شاه چنان به جان کاتالوگ‌های نظامی می‌افتد که مردان دیگر مجلهٔ اروتیک پلی‌بوی را می‌خوانند. البته این علایق منحصر به خرید نظامی نبود — شاه علاقهٔ شدیدی به تمرین نیرو، رزمایش و رفاه ارتشیان داشت. اعضای ارتش شاهنشاهی از حقوق‌های کلان، خانه‌های مناسب، سفرهای متناوب خارجی و امتیازات دیگر بهره‌مند بودند.

## آموزش
رضاشاه، سامانه آموزش نظامی در مدارس نظام و دانشکده افسری را بر اساس پیاده‌نظام مدرن اروپایی تدوین کرد. همچنین در اردیبهشت ۱۳۰۱، اعلام نمود که هرساله تعدادی افسر ایرانی را برای آموزش فنون نظامی به فرانسه خواهد فرستاد. اولین گروه از این افسران در خرداد ماه سال ۱۳۰۲ به دانشکده‌های افسری سن سیر (پیاده‌نظام)، سمور پاریس (سواره نظام)، ژیمناستیک ژوان ویل، مدرسه توپخانه پواتیه، مدرسه مهندسی ورسای و دیگر مدارس نظام فرانسه اعزام شدند. قشون کشی‌های داخلی و جنگ‌های نامنظم برای تثبیت حاکمیت ملی نیز به کسب تجربه بیشتر توسط نیروها کمک شایانی نمود.

## عملیات‌های نظامی برجسته

### عملیات های داخلی
ارتش شاهنشاهی ایران در سرک ایران در سرکوب گروهک‌های تجزیه طلب موفقیت های چشمگیری داشت. تا پیش از ظهور رضا خان در عرصه سیاست ایران کشور را سرتاسر آشوب گرفته بود. در شمال کشور و بویژه رشت، میرزا کوچک خان جنگلی رهبر جنبش جنگل قدرت را در دست داشتند و عملا شهرهای اطراف را نظیر قزوین را تهدید کرده بود. میرزا حتی نام حکومت خود را اعلام کرده بود:جمهوری شورایی سوسیالیستی ایران. در خراسان به مرکزیت مشهد کلنل محمد تقی‌خان پسیان که فرمانده ژاندارمری آنجا بود قیام کرده و دولت خودمختار خراسان را بنا نهاده بود. در آذربایجان هم محمد خیابانی قیام کرده بود و دولت آزاديستان را بنا نهاده بود، در کردستان از سران ایل شکاک یعنی اسماعیل سیمیتقو دست به شورش گذاشته بود و در خوزستان هم حاکم مقتدر آنجا یعنی شیخ خزعل با کشتن برادرش به قدرت رسیده بود و تحت حمایت بریتانیا بود. در آستانه وقوع کودتای ۳ اسفند ۱۲۹۹، رضا خان سلسله عملیات ها و شبیخون هایی را برای ساقط کردن میرزا کوچک خان کلید زد که نهایتاً با اتمام جنبش جنگل و مرگ میرزا کوچک خان در آذر ۱۳۰۰ به سر انجام رسید. در خراسان هم که سرهنگ پسیان قیام کرده بود نهایتاً غائله اش با مرگ پسیان در درگیری با عشایر کرد به اتمام رسید. در آذربایجان محمد خیابانی در شهریور ۱۲۹۹ توسط نیروهای تحت امر رضا شاه کشته شد. در آذربایجان هم اسماعیل سیمیقلو توانسته در طی شورش نخست سیمیتقو شکاک مناطقی را از دریاچه ارومیه تا مرز عثمانی تصرف کرده بود نهایتاً در نبرد شکریازی شکست خورد و به اسارت نیروهای رضا شاه در آمد و نهایتاً در سال ۱۳۰۹ کشته شد. در موقعی که رضا خان به قدرت رسیده بود از شیخ خزعل طلب بدهی ها و مطالباتش را کرد اما شیخ از این امر سر پیچی کرد. رضا خان در ۱۳۰۳ به سمت خوزستان لشکر کشید اما نهایتاً خزعل با وساطت انگلیس عقب نشینی کرد اما رضا خان که از قدرت گیری خزعل بیم داشت با همت برخی از تکاوران ارتش خزعل در هنگامی که خواب بود ربوده شد و به تهران آورده شد و نهایتاً در خرداد ۱۳۱۵ توسط مأموران شهربانی و با دستور رضا شاه کشته شد تا نهایتا غائله وی ختم به خیر شد و بدین ترتیب رضا خان توانست با همت ارتش به شورش های داخلی مهر پایان بزند.

### جنگ جهانی دوم
در شهریور ۱۳۲۰ با وجود اعلام بی طرفی ایران متفقین حضور کارشناسان و مستشاران آلمانی را بهانه کردند و به خاک ایران حمله کردند. در روز ۳ شهریور ۱۳۲۰، ابتدا نیروهای شوروی از شمال و شرق از زمین و هوا به ایران حمله‌ور شدند و سپس نیروهای بریتانیایی نیز از جنوب و غرب حمله کردند و شهرهای سر راه را یک‌به‌یک به سرعت اشغال کردند و هر دو به سمت تهران حرکت کردند. ارتش ایران به سرعت متلاشی شد. رضاشاه با فشار متفقین به خصوص بریتانیا سریعاً استعفاء داد و سپس با گذشتِ مدت‌ها کشمکش بینِ روس‌ها با دیگر کشورهایِ متفقین، و همچنین شکل‌گیری بحران‌های فراوان در ایران، با وساطت محمدعلی فروغی، بالاخره بر سر نوع حکومت جدید ایران و انتقال سلطنت به پسرش (محمدرضا) که ولیعهد پیشین نیز بود، به توافق رسیدند.

### غائله آذربایجان
پس از تغییر حکومت از رضا شاه به محمدرضا شاه متفقین توافق کردند که خاک ایران را ترک کنند اما با این وجود نیروهای شوروی در ایران ماندند و در آذربایجان و کردستان حکومت های جمهوری خودمختار آذربایجان و جمهوری مهاباد را تشکیل دادند. در چهاردهم آبان ۱۳۲۴ ارتش سرخ اسلحه های را میان نیروهای چپگرا پخش کردند آنها هم با حمله به کلانتری ها و پادگان ها دست به کشتار نظامیان زدند. در هشتم آذر هم به پادگان تبریز حمله بردند. نهایتا جمهوری خودمختار آذربایجان در ۲۱ آذر ۱۳۲۴ و جمهوری مهاباد در ۲ بهمن همان سال اعلام موجودیت کردند. در نتیجه نخست وزیر وقت حکیمی کناره گیری کرد و قوام جایش را گرفت. در نتیجه او با شوروی برای خروج نیروهایش به میز مذاکره نشست و قرارداد قوام–سادچیکف را که در آن ایران در ازای خروج نیروهای شوروی نفت شمال را به آنها می دهد را امضا کرد. در نتیجه شوروی حمایت‌های خودش را کم کرد و تبریز در ۲۱ آذر با حمله ارتش شاهنشاهی آذربایجان و کردستان از دست نیروهای دست نشانده شوروی آزاد شد و حکومت های خود مختار آذربایجان و کردستان از بین رفت. نهایتاً یکسال بعد قرارداد قوام سادچیکف لغو شد تا مهر پیروزی ایران بر شوروی در غائله آذربایجان زده شود.
کودتای ۲۸ مرداد
در طول کودتای ۲۸ مرداد ارتش شاهنشاهی نقش مهمی را در سرنگونی دولت محمد مصدق ایفا کرد.  
حاکمیت ایران بر جزایر سه‌گانه
این جزایر از قرن بیستم میلادی توسط بریتانیا به عنوان قیم امارات متحده عربی به اشغال درآمد اما با این وجود مقامات هیچ گاه این موضوع را نپذیرفتند و آن را جزو ایران حساب می کردند. در نهایت پس از حدود ۷۰ سال شکایت مداوم دولت نهایتا در ۹ آذر ۱۳۵۰ به تصرف ایران درآمد. فرماندهی این عملیات بر عهده تیمسار فرج‌الله رسائی و ناخدا شهریار شفیق بود که در ابتدا توانستند تنب کوچک و تنب بزرگ را فتح کنند که در تنب بزرگ با نیروهای پلیس درگیر شده و چهار افسر پلیس و سه سرباز کشته شدند. در نهایت جزیره ابوموسی هم فتح شد که در آنجا با استقبال امیر آنجا مواجه شدند.  

### جنگ ظفار
ارتش شاهنشاهی ایران طی سال‌های ۱۹۷۲ تا ۱۹۷۵ به‌منظور سرکوب مخالفان در جنگ ظفار در سلطان‌نشین عُمان، عملیات نظامی داشت که طی آن افسران ارتش توانستند عملیات نظامی واقعی را تجربه کرده و بسیاری از طرح‌ها و آرایش‌های دفاعی و پیشروی جنگی را تمرین کنند که بعدها در جنگ ایران و عراق بسار مفید واقع شد. ارتش شاهنشاهی طی پیروزی در این عملیات توانست نیروی‌های چپ‌گرا و مخالف دولت عمان و سلطان قابوس را از خاک عمان بیرون براند.

### منازعات ایران و عراق
ارتش ایران همچنین در ایران دوران منازعات مکرر مرزی با دولت عراق را داشت که عموماً شامل نبردهایی کوچک یا تخاصمات مرزی بین طرفین بود. همچنین به ادعای اسدالله علم نیروهای ارتش ایران به عنوان مستشار در شورش کردهای عراق آنها را هدایت می‌کردند.

### ویتنام
ایران در اواخر جنگ ویتنام جنوبی و ویتنام شمالی با اعزام خلبانان و هواپیماهای خود از ویتنام جنوبی حمایت می‌کرده به گونه ای که ۳۴ فروند هواپیمای F-5 A از سوی ایران به ویتنام تحویل داده شد.
اسدالله علم در خاطرات خود نیز به مشارکت رژیم پهلوی در جنگ ویتنام اشاره کرده و در خاطرات مورخ در ۵ آبان ۱۳۵۱ اعلام می‌کند که سفیر آمریکا پیام نیکسون را از طریق تماس تلفنی به شاه اعلام کرده و از ایران می‌خواست هواپیماهای اف۵ خود را راهی ویتنام کند که با موافقت شاه مواجه شد. ایران همچنین محل سوختگیری جنگنده‌های اعزامی به ویتنام بود. «به خواهش ما، ایران در کمیسیون چهار دولت در ویتنام شرکت کرد و به متفق ما (ویتنام جنوبی) تجهیزات نظامی تحویل داد.»

### عملیات های اطلاعاتی
از عملیات‌های اطلاعاتی مهم ارتش شاهنشاهی ایران می‌توان به برنامه شناسایی آیبکس و پروژه ژن تیره به ترتیب از ارتش عراق و شوروی اشاره کرد.

## فرماندهان و رئسای ستاد ارتش
| ر. | تصویر             | فرماندهان                             | آغاز تصدی        | پایان تصدی       | طول دوران     |
| -- | ----------------- | ------------------------------------- | ---------------- | ---------------- | ------------- |
| ۱  | امان‌الله جهانبانی | «سپهبد» امان‌الله جهانبانی (۱۳۵۳–۱۲۷۴) | دی ۱۳۰۰          | ۱۳۰۵             | ۵ سال، ۰ روز  |
| ۲  | حبیب‌الله شیبانی   | «سرتیپ» حبیب‌الله شیبانی (۱۳۲۸–۱۲۶۳)   | ۱۳۰۵             | ۱۳۰۶             | ۱ سال         |
| ۳  | محمد نخجوان       | «سرتیپ» محمد نخجوان (۱۳۵۴–۱۲۶۸)       | ۱۳۰۶             | ۱۳۱۳             | ۷ سال         |
| ۴  | عزیزالله ضرغامی   | «سرلشکر» عزیزالله ضرغامی (۱۳۵۷–۱۲۶۳)  | ۱۳۱۳             | ۱۳۲۰             | ۷ سال         |
| ۵  | مرتضی یزدان‌پناه   | «سرلشکر» مرتضی یزدان‌پناه (۱۳۵۱–۱۲۷۳)  | ۹ مهر ۱۳۲۰       | ۱۳۲۱             | ۱ سال         |
| ۶  | حسن ارفع          | «سرتیپ» حسن ارفع (۱۳۶۳–۱۲۷۴)          | ۱۳۲۱             | ۱ مرداد ۱۳۲۲     | ۱ سال         |
| ۷  | حاجعلی رزم‌آرا     | «سرتیپ» حاجعلی رزم‌آرا (۱۳۲۹–۱۲۸۰)     | ۱ مرداد ۱۳۲۲     | مهر ۱۳۲۲         | ۲ ماه         |
| ۸  | علی ریاضی         | «سرتیپ» علی ریاضی (۱۳۲۶–۱۲۶۲)         | مهر ۱۳۲۲         | ۶ دی ۱۳۲۳        | کمتر از ۱ سال |
| ۹  | حسن ارفع          | «سرلشکر» حسن ارفع (۱۳۶۳–۱۲۷۴)         | ۶ دی ۱۳۲۳        | ۲۷ بهمن ۱۳۲۴     | ۱ سال         |
| ۱۰ | فرج‌الله آق‌اولی    | «سرلشکر» فرج‌الله آق‌اولی (۱۳۵۳–۱۲۶۷)   | ۲۷ بهمن ۱۳۲۴     | ۱۰ تیر ۱۳۲۵      | کمتر از ۱ سال |
| ۱۱ | حاجعلی رزم‌آرا     | «سرلشکر» حاجعلی رزم‌آرا (۱۳۲۹–۱۲۸۰)    | ۱۰ تیر ۱۳۲۵      | تیر ۱۳۲۹         | ۴ سال         |
| ۱۲ | عباس گرزن         | «سرلشکر» عباس گرزن (؟–۱۲۷۶)           | تیر ۱۳۲۹         | ۳۱ تیر ۱۳۳۱      | ۳ سال         |
| ۱۳ | مرتضی یزدان‌پناه   | «سپهبد» مرتضی یزدان‌پناه               | ۲ مرداد ۱۳۳۱     | ۳۰ مرداد ۱۳۳۱    | ۲۸ روز        |
| ۱۴ | محمود بهارمست     | «سرلشکر» محمود بهارمست (۱۳۵۷–۱۲۷۸)    | ۳۰ مرداد ۱۳۳۱    | ۹ اسفند ۱۳۳۱     | ۷ ماه و ۹ روز |
| ۱۵ | محمدتقی ریاحی     | «سرتیپ» محمدتقی ریاحی (۱۳۶۷–۱۲۸۹)     | ۹ اسفند ۱۳۳۱     | ۲۸ مرداد ۱۳۳۲    | کمتر از ۴ ماه |
| ۱۶ | نادر باتمانقلیچ   | «سرلشکر» نادر باتمانقلیچ (۱۳۷۰–۱۲۸۲)  | ۲۸ مرداد ۱۳۳۲    | مرداد ۱۳۳۴       | ۲ سال         |
| ۱۷ | عبدالله هدایت     | «سپهبد» عبدالله هدایت (۱۳۴۷–۱۲۷۸)     | مرداد ۱۳۳۴       | ۲۴ اسفند ۱۳۳۹    | ۵ سال         |
| ۱۸ | عبدالحسین حجازی   | «سپهبد» عبدالحسین حجازی (۱۳۴۸–۱۲۸۳)   | ۲۴ اسفند ۱۳۳۹    | ۳۰ آذر ۱۳۴۴      | ۵ سال         |
| ۱۹ | بهرام آریانا      | «ارتشبد» بهرام آریانا (۱۳۶۴–۱۲۸۵)     | ۳۰ آذر ۱۳۴۴      | ۱۴ اردیبهشت ۱۳۴۸ | ۴ سال         |
| ۲۰ | فریدون جم         | «سپهبد» فریدون جم (۱۳۸۷–۱۲۹۳)         | ۱۴ اردیبهشت ۱۳۴۸ | ۲۸ تیر ۱۳۵۰      | ۲ سال         |
| ۲۱ | غلامرضا ازهاری    | «ارتشبد» غلامرضا ازهاری               | ۲۸ تیر ۱۳۵۰      | ۱۳ دی ۱۳۵۷       | ۷ سال         |
| ۲۲ | عباس قره‌باغی      | «ارتشبد» عباس قره‌باغی (۱۳۷۹–۱۲۹۷)     | ۱۳ دی ۱۳۵۷       | ۲۲ بهمن ۱۳۵۷     | کمتر از ۱ ماه |

## تجهیزات
محمدرضا پهلوی با توجه به افزایش قیمت نفت در آغاز دهه پنجاه شمسی و حمایت آمریکا مدرن سازی ارتش را به‌طور گسترده آغاز کرد. صدها فروند جنگنده‌های نورثروپ اف-۵ و مک‌دانل داگلاس اف-۴ فانتوم خریداری شد و نیروی هوایی ایران به سرعت به یکی از برترین نیروی‌های هوایی در منطقه تبدیل گردید. پس از تولید جنگنده‌های اف ۱۴ سفارشی بالغ بر ۱۵۰ برای شرکت گرومن ارسال شد و ۷۸ فروند تحویل و در قالب چهار اسکادران فعال شدند. خرید تعداد زیادی از انواع هلیکوپترهای جنگی بل ای‌اچ-۱ سوپرکبرا نیز هوانیروز شاهنشاهی ایران را قدرتمند کرد. نیروی زمینی ارتش شاهنشاهی نیز پس از خرید حجم گسترده‌ای از تسلیحات نظامی شامل تانک‌های چیفتن، ام۴۷ و ام۴۸ و ام۶۰ و مقداری زیادی موشک‌های ضدتانک مدرنیزه شد. در سال ۱۹۷۸ (‎۱۳۵۶–۵۷) قراردادهای دیگری به ارزش ۱۲ میلیارد دلار با آمریکا منعقد کرد که شامل این‌ها می‌شد: صد و شصت F16، هشتاد F14، صد و شصت F16 دیگر، دویست و نُه F4 و همچنین ۳ ناوشکن و ۱۰ زیردریایی هسته‌ای. برآورد کنگرهٔ آمریکا نشان می‌داد ایران بزرگ‌ترین خریدار اسلحه در جهان است.

### سلاح‌های انفرادی
| نام                   | نوع                | تعداد | استفاده | سازنده              | نکات                                                                            |
| --------------------- | ------------------ | ----- | ------- | ------------------- | ------------------------------------------------------------------------------- |
| ناگانت ام۱۸۹۵         | سلاح کمری          |       |         | شوروی               | این سلاح در سال ۱۹۳۳ جایش را به پارابلوم ۱۹۰۸ آلمانی داد.                       |
| اسمیت اند وسون مدل ۱۰ | سلاح کمری          |       |         | ایالات متحده آمریکا | این سلاح به یکی از سلاح‌های نیرو انتظامی ایران شد.                               |
| پارابلوم ۱۹۰۸         | سلاح کمری          |       |         | آلمان               | این سلاح تا ۱۹۵۲ یکی از سلاح‌های ایران بود.                                      |
| کلت ام۱۹۱۱            | سلاح کمری          |       |         | ایالات متحده آمریکا | این سلاح از سال ۱۹۵۲ تا به امروز از سلاح‌های کمری ارتش است.                      |
| په په شه              | مسلسل دستی         |       |         | شوروی               | این سلاح در سال ۱۹۴۰ تا زمانی که سلاح یوزی وارد ایران شود مسلسل دستی ایران بود. |
| یوزی                  | مسلسل دستی         |       |         | اسرائیل             | این سلاح تا قبل از سلاح تندر مسلسل دستی ایران بود.                              |
| دراگونوف              | تک‌تیرانداز         |       |         | شوروی               | این سلاح تا به امروز اسلحه تک‌تیرانداز ایران بوده و هست.                         |
| Mannlicher M1888      | تفنگ جنگی          |       |         | اتریش               | این سلاح سلاح ارتش ایران در عهد قاجار بود.                                      |
| تفنگ برتیه            | تفنگ جنگی          |       |         | فرانسه              | این سلاح از سلاح‌های مشروطیت بوده است.                                           |
| Carcano               | تفنگ جنگی          |       |         | ایتالیا             | این سلاح دومین سلاح ایران در عهد قاجار بود.                                     |
| برنو                  | تفنگ جنگی          |       |         | چکسلواکی            | این سلاح سلاح ارتش ایران از سال ۱۹۳۰ بود و تا زمان ورود ام ۱ به ایران خدمت کرد. |
| ام ۱                  | تفنگ جنگی          |       |         | ایالات متحده آمریکا | این سلاح از جنگ جهانی دوم تا دهه ۱۹۷۰ سلاح رسمی ارتش ایران بود.                 |
| ژ۳                    | تفنگ جنگی          |       |         | آلمان               | این سلاح از ۱۹۷۰ تا به امروز سلاح رسمی ارتش ایران است.                          |
| ام ژ ۴۲               | مسلسل چندمنظوره    |       |         | آلمان               | این سلاح اولین مسلسل چندمنظوره ایران بود.                                       |
| گرینوف                | مسلسل چندمنظوره    |       |         | شوروی               | این سلاح در کنار ام ژ۳ مسلسل چندمنظوره ایران بود.                               |
| ام‌ژ۳                  | مسلسل چندمنظوره    |       |         | آلمان               | این سلاح تا به امروز مسلسل چندمنظوره ایران است.                                 |
| مسلسل ماکسیم          | مسلسل سنگین        |       |         | شوروی\ بریتانیا     | این سلاح از عهد قاجار مسلسل سنگین ایران بود.                                    |
| دوشکا                 | مسلسل سنگین        |       |         | شوروی               | این سلاح تا به امروز مسلسل سنگین ایران است.                                     |
| آرپی‌جی-۷              | راکت‌انداز دوش‌پرتاب |       |         | شوروی               | با مجوز از روسیه در داخل ایران تولید می‌شود.                                     |
| استرلا ۲              | راکت‌انداز دوش‌پرتاب |       |         | شوروی               |                                                                                 |

| نام          | نوع               | استفاده | سازنده              | نکات                                             |
| ------------ | ----------------- | ------- | ------------------- | ------------------------------------------------ |
| ام۱۱۳        | نفربر زرهی        | از ۱۹۶۵ | ایالات متحده آمریکا | در سال ۱۹۶۵ ۴۰۰ دستگاه از آمریکا خریده شد.       |
| بی‌تی‌آر-۶۰    | نفربر زرهی        | از ۱۹۶۶ | شوروی               | از شوروی تا قبل از انقلاب ۵۷۰ دستگاه خریداری شد. |
| رنالت اف تی  | تانک سبک          | از ۱۹۲۸ | فرانسه              | این تانک‌ها در سال ۱۹۵۰ از رده خارج شد            |
| پانزار ۳۸    | تانک سبک          | از ۱۹۳۰ | آلمان               |                                                  |
| اسکورپیون    | تانک سبک          | از ۱۹۷۶ | بریتانیا            | در سال ۱۹۷۶ ۲۵۰ دستگاه خریداری شد.               |
| تانک چیفتن   | تانک              | از ۱۹۷۱ | بریتانیا            | قبل از انقلاب ۸۸۸ دستگاه چیفتن خریداری شد.       |
| تانک ام۴۷    | تانک              | از ۱۹۶۰ | ایالات متحده آمریکا | ۵۰ دستگاه در سال ۱۹۶۰ خریداری شد                 |
| تانک ام۶۰ آ۱ | تانک              | ۱۹۶۹    | ایالات متحده آمریکا | ۴۶۰ دستگاه از آمریکا خریداری شد.                 |
| ام۴ شرمن     | تانک              | از ۱۹۴۷ | ایالات متحده آمریکا |                                                  |
| ام ۲۶        | تانک              | از ۱۹۵۵ | ایالات متحده آمریکا | بعد از کودتا ۲۸ مرداد ۱۵۰ دستگاه خریداری شد.     |
| ب‌ام-۲۱ گراد  | راکت‌انداز چندگانه | از ۱۹۶۷ | شوروی               | در سال ۱۹۶۷ ۷۰ دستگاه از شوروی خریداری شد.       |

| نام    | نوع                         | استفاده | سازنده              | نکات                                                                             |
| ------ | --------------------------- | ------- | ------------------- | -------------------------------------------------------------------------------- |
| ام۱۰۱  | هویتزر سبک ۱۰۵ میلی‌متری     | ۱۹۶۱    | ایالات متحده آمریکا | ۲۵۰ دستگاه در دهه ۱۹۶۰ از آمریکا خریداری شد.                                     |
| ام۴۶   | توپ صحرایی ۱۳۰ میلی‌متری     | ۱۹۷۰    | شوروی               | ۷۲۶ عرابه در دهه هفتاد از شوروی خریداری شد.                                      |
| ام-۱۱۴ | هویتزر ۱۵۵ میلی‌متری         | ۱۹۶۸    | ایالات متحده آمریکا | ۱۰۰ عراده در دهه ۱۹۶۰ از آمریکا خریداری شد.                                      |
| ام-۱۱۵ | هویتزر سنگین ۲۰۳ میلی‌متری   | ۱۹۶۸    | ایالات متحده آمریکا | ۵۰عراده در سال ۱۹۶۸ از آمریکا خریداری شد.                                        |
| ام۱۹۵۵ | هویتزر ۱۵۲ میلی‌متری         | ۱۹۵۵    |                     |                                                                                  |
| زنبورک | هویتزر ۷۰ میلی‌متری          | ۱۷۰۰    | ایران               | این توپ از سلاح‌های ایرانی بوده است.                                              |
| ام-۱۰۹ | خودکششی هویتزر ۱۵۵ میلی‌متری | از ۱۹۷۰ | ایالات متحده آمریکا | ۵۰ دستگاه در سال ۱۹۷۰ و ۳۹۰ دستگاه بین سال‌های ۱۹۷۴ تا ۱۹۷۹ از آمریکا خریداری شد. |
| ام-۱۰۷ | خودکششی هویتزر ۱۷۵ میلی‌متری | از ۱۹۷۳ | ایالات متحده آمریکا | ۴۰ دستگاه در سال ۱۹۷۳ خریداری شد.                                                |
| ام-۱۱۰ | خودکششی هویتزر ۲۰۳ میلی‌متری | از ۱۹۷۳ | ایالات متحده آمریکا | ۳۸ دستگاه در سال ۱۹۷۳ خریداری شد.                                                |